# Santuario de la naturaleza El Ajial
El Santuario de la Naturaleza El Ajial es un santuario de la naturaleza de Chile de 2134 hectáreas ubicado en la cuenca del estero Paine, en la comuna de Paine de la Región Metropolitana de Santiago erigido por decreto 4 de 2016.